# IHF-Århus
|  | Sammenskrivningsforslag Artiklerne Idrætsforeningen Hasle Fuglebakken, IHF-Århus er foreslået sammenskrevet. (Siden februar 2013) Diskutér forslaget |

IHF Århus (Idrætsforeningen Hasle Fuglebakken) er en gammel traditionsklub i det vestlige Aarhus. Den blev stiftet under krigstiden i 1944, som en sy-og fodboldklub for unge mennesker. Oprindeligt hed klubben Idrætsforeningen Fuglebakken, men blev omdøbt da man fusionerede med en del af Hasle Boldklub i 1973. Fuglebakken/IHF havde sin storhedstid i 1970'erne til 1980, hvor de rykkede ned i Danmarksserien. 
I 1971 var Fuglebakken tæt på at rykke op i den bedste række. Før de sidste to runder lå Fuglebakken på en oprykningsplads. Men et 2-4 nederlag til Næstved på udebane blev afgørende. Trods en sejr på 6-4 hjemme over OB i sidste runde snuppede Næstved andenpladsen i divisionen på bedre målscore end Fuglebakken.
Klubben spillede i den næstbedste række 2. division fra 1970 til 1978 – i alt ni sæsoner i træk. I fem af sæsonerne spillede AGF også i den samme række, hvilket afstedkom flere lokalopgør. For IHFs vedkommende kom den største triumf i 1976, da AGF blev besejret 5-1 på Aarhus Stadion.

## Nye tider
I 2008 indgik IHF Århus et samarbejde med KFUM-Århus, derfor hedder klubben igen Fuglebakken. Klubbens bedste hold spiller pr. 1/8/2015 i Jyllandsserien.

## Kendte spillere
Kristen Nygaard og Lars Bastrup var med, da IHF havde sin storhedstid og fik debut for landsholdet, mens de spillede for klubben. 
 Af andre profiler, der har spillet for IHF kan nævnes Frank Olsen, Kim Sander og Frank Pingel. Derudover har Dan Thomassen haft sine ungdomsår i IHF.